# Kim Riedle

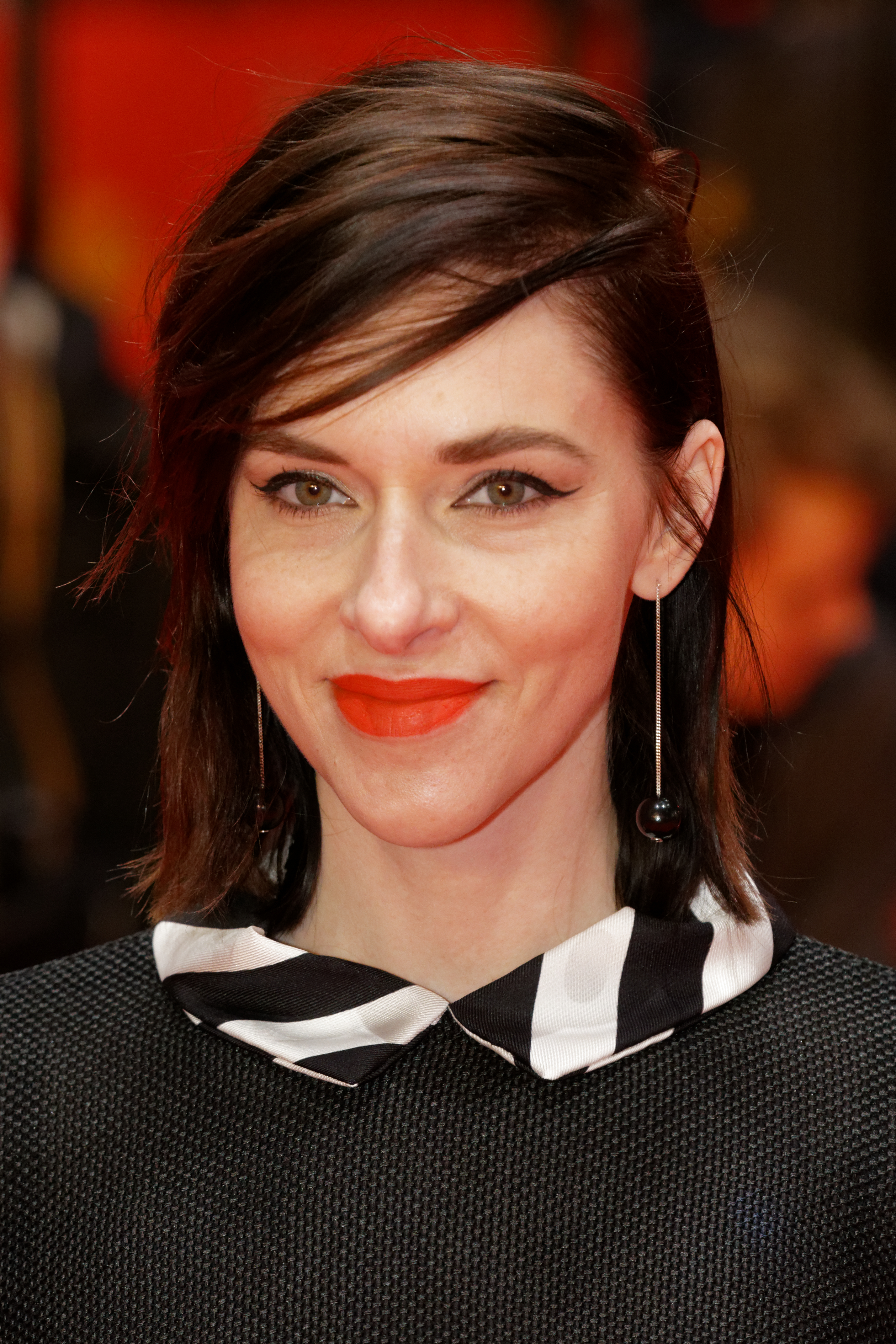
Kim Riedle (2017)

Janina Kim Riedle (* 15. Januar 1982 in Starnberg) ist eine deutsche Schauspielerin.

## Leben und beruflicher Werdegang
Riedle wurde in Starnberg geboren und ist in Bayern aufgewachsen. Sie hat schwäbische und nordmazedonische Wurzeln. Nach ihrem Abitur absolvierte sie von 2002 bis 2005 ihre Schauspielausbildung an der Münchner Internationalen Schule für Schauspiel und Acting (ISSA).
Erste Fernsehauftritte hatte Riedle 2006 bei der Fernsehserie SOKO Köln und 2007 bei den Rosenheim-Cops. Von 2006 bis 2007 hatte sie ein festes Engagement beim Westfälischen Landestheater Castrop-Rauxel, wo sie unter anderem als Emilia Galotti auftrat. Nach Fernsehauftritten unter anderem 2009 beim Tatort übernahm sie 2013 die Episodenhauptrolle des Models Giselle Schulz in der ARD-Daily Soap Verbotene Liebe. 2015 stand sie für die ZDF-Serien SOKO Stuttgart und Sibel & Max vor der Kamera. Unter der Regie von Mia Spengler drehte sie den Kinofilm Back for Good, der 2017 auf der Berlinale lief, wo er die Sektion Perspektive Deutsches Kino eröffnete.
Riedle ist Mitglied der Deutschen Filmakademie.
Riedle lebt in Berlin.

## Filmografie (Auswahl)
- 2006: SOKO Köln – Eine Frage des Vertrauens (Fernsehserie)
- 2008: Grenze (Kurzfilm)
- 2008: Die Rosenheim-Cops – Eine Leiche, keine Leiche (Fernsehserie)
- 2008: SOKO Köln – Zu nah am Feuer
- 2010: Notruf Hafenkante – Alte Freunde (Fernsehserie)
- 2010: Tatort: Am Ende des Tages
- 2011: Die Rosenheim-Cops – Der Preis der Schönheit
- 2011: Inga Lindström – Die Hochzeit meines Mannes
- 2012: Laim – Die Tote ohne Alibi[7]
- 2012: Weißblaue Geschichten – Einladung mit Hindernissen (Fernsehserie)
- 2012: Klinik am Alex – Lügengeschichten (Fernsehserie)
- 2013: Notruf Hafenkante – Versuchungen
- 2014: Immer wieder anders
- 2014: Verbotene Liebe (Fernsehserie, 79 Folgen)
- 2015: SOKO Stuttgart – Todschick (Fernsehserie)
- 2015: Krush
- 2016: Sibel & Max – Vergeben und vergessen (Fernsehserie)
- 2017: Back for Good
- 2017: SOKO Köln – Stolz und Vorurteil
- 2018: Passagier 23 – Verschwunden auf hoher See
- 2019: Tatort: Für immer und dich
- 2019: Skylines (Fernsehserie)
- 2019: Auf einmal war es Liebe
- 2019: Letzte Spur Berlin – Übergang (Staffel 8 / Folge 5)
- 2019: Ein Fall für zwei – Im Schatten der Venus (Fernsehserie)
- 2019: Stillstehen
- 2019: Kühn hat zu tun (Fernsehfilm)
- 2020: Kokon
- 2020: O mein Gott
- 2020: Liebe verjährt nicht (Fernsehfilm)
- 2020: Schatten der Mörder – Shadowplay – Rainbows (Fernsehserie)
- 2021: SOKO Leipzig – Rotkäppchen
- 2021: SOKO Leipzig – Die Mörder meiner Tochter
- 2021: Der Bergdoktor – Feuer (Fernsehserie)
- 2021: Harter Brocken: Der Waffendeal (Fernsehfilm)
- 2021: Tod von Freunden – Kjell (Miniserie)
- 2022: Tatort: Des Teufels langer Atem
- 2022: Tatort: Das Opfer
- 2023: Meine Freundin Volker (Fernsehfilm)
- 2023: Liebes Kind (Miniserie)
- 2023: SOKO Leipzig – Direkt ins Herz
- 2025: Die Stille am Ende der Nacht

## Theater (Auswahl)
- 2004: Gedächtnis des Wassers – Theater … und so fort München
- 2005: Folgen der roten Figur – Tanztendenz München
- 2005: Ein Sommernachtstraum – Theater Freudenhaus München
- 2006–2007: Westfälisches Landestheater
  - 2006: Emilia Galotti
  - 2006: Vor dem Frost
  - 2007: Harry und Sally
  - 2007: Gier
- 2007: Dead City (Szenische Lesung) – Haus der Kulturen Berlin[8]

## Auszeichnungen
- 2017: Nachwuchsdarstellerpreis beim Filmkunstfest Mecklenburg-Vorpommern